# Tarantula (sang)
"Tarantula" er en sang skrevet af Billy Corgan og udgivet af Smashing Pumpkins. Det var den første single fra bandets sjette album Zeitgeist. 
"Tarantula" blev udgivet som cd-single 2. juli 2007 i Storbritannien, men kunne dog downloades via iTunes allerede fra 21. maj 2007. Den blev spillet for første gang i amerikansk radio dagen forinden. Der var en radiostation, der spillede nummeret to gange inden for bare et kvarter. Det er det første nye, originale musik, som man hører fra Smashing Pumpkins i næsten syv år, og "Tarantula" blev den første singleudgivelse siden 2001. 
Den 15. juli 2007 gik "Tarantula" direkte ind som nummer 1 på den britiske rocksinglehitliste. I Danmark gik singlen direkte ind som nummer 14 på tracklisten. I USA gik "Tarantula" ind som nummer to på den alternative amerikanske hitliste. Det var bandets 17. top 10-hit på denne liste og blot femte gang, at en Smashing Pumpkins-sang kom ind i top 2 (efter "1979", "Bullet with Butterfly Wings", "Thirty-three" og "Stand Inside Your Love"). 
"Tarantula" er udelukkende indspillet af Billy Corgan (sang, guitar, bas) og Jimmy Chamberlin (trommer), som også har produceret sangen. Ifølge Corgan er titlen til sangen til ære for det tyske band Scorpions, som han tidligere har indspillet nummeret "The Cross" med til et Scorpions-album. "Tarantula" er med i computerspillet Tony Hawk's Proving Ground og er temasangen til TNA's årlige Bound for Glory-pay-per-view-show i oktober 2008. Det er anden gang i 2008, at Smashing Pumpkins leverer temamusik til et pay-per-view-show fra Zeitgeist – tidligere var "Doomsday Clock" brugt af Ring of Honor. Både Billy Corgan og Jimmy Chamberlin er store fans af amerikansk wrestling. 

## Cover
Paris Hilton, der holder en BlackBerry med Zeitgeist-coveret på, er på coveret til cdsinglen. 

## B-sider
- "Death from Above"
- "Zeitgeist"

Begge b-sider er skrevet af Billy Corgan og fungerede også som bonustrack til Zeitgeist. Sangene bliver også jævnligt spillet live af bandet ved koncerter, eksempelvis ved koncerten i Store Vega. Live-versioner af begge sange er inkluderet på bandets live-dvd If All Goes Wrong.